# العشرة (الرضمة)

تعديل مصدري - تعديل

العشرة محلة تابعة لقرية عميقة، التابعة لعزلة كحلان بمديرية الرضمة إحدى مديريات محافظة إب في الجمهورية اليمنية.، بلغ تعداد سكانها 218 حسب تعداد اليمن لعام 2004.